# Гунар Нордал
Гунар Нордал (на шведски: Gunnar Nordahl) е шведски футболист и треньор, играл като нападател. Най-известен е със своята игра за Милан в периода 1949 – 1956. Нордал е имал физика на тежкоатлет -185 см 90 кг. Отличава се е учудващата си подвижност и с реализаторските си умения. Пристигнал с ореола на четирикратен голмайстор на шведския шампионат (общо 151 гола за Дегерфорш и Норшьопинг) и на шведския национален отбор (43 гола в 33 мача), Нордал печели пет пъти голмайсторския приз в италианския шампионат (1950, 1951, 1953, 1954, 1955 г.).
С „Милан“ скандинавецът отбелязва 210 гола, което го прави голмайстор на „росонерите“ в първенството за всички времена. Прибавяйки към тях 15 точни попадения за Рома, той заема третото място след Силвио Пиола и Франческо Тоти във вечната ранглиста на голмайсторите на италианското κалчо.
В класацията на УЕФА за най-добър футболист на XX век заема 36 място като е най-напред класиран от шведите. Умира в град Алгеро, Сардиния през 1995 г. на 74 години.

## Клубна кариера
Започва кариерата си в отбора на Хьорнефорш, състезаващ се в третото ниво на шведския футбол. След като се доказва като голмайстор с цели 68 гола в 41 мача, е привлечен от Дегерфорш. И там в продължение на 4 сезона е водещ реализатор на отбора, като през 1942/43 е голмайстор на шампионата.
През 1944 г. става част от Норшьопинг. Отборът е хегемон в шампионата по това време, като печели 4 поредни титли. В добавка през 1945 г. е спечелена Купата на страната. Нордал оформя страховито партньорство с Нилс Лидхолм и става трикратен голмайстор на Алсвенскан.
След като Швеция става олимпийски шампион през 1948 г., италианският гранд Милан обръща внимание на Нордал и Лидхолм и още в началото на 1949 г. те акостират на „Сан Сиро“. От Гьотеборг „росонерите“ привличат Гунар Грен. Така възниква легенадарното нападателно трио на Милан Гре-Но-Ли. Докато Лихдолм и Грен играят в малко по-задни позиции, Нордал е на върха на атаката. Още в първия си пълен сезон нападателят става голмайстор на Серия А с 35 гола. Този рекорд за най-много вкарани голове в калчото се задържа цели 56 години, преди да бъде счупен от Гонсало Игуаин през 2016 г.
През 1950/51 Гунар вкарва 34 гола в 37 мача и извежда „росонерите“ до шампионската титла, като това е първо домакинско отличие на тима от 1907 г. насам. Милан завършва на точка от вечния градски враг Интер. Същата година Милан печели Латинската купа, а на финала Нордал вкарва хеттрик във вратата на френския Лил, който е разгромен с 5:0. Тимът става отново шампион през 1954/55, което дава право на участие в първото издание на Купата на Европейските шампиони. В КЕШ Нордал изиграва 5 мача и вкарва 4 попадения. Милан достига полуфинал, където губи от бъдещия шампион Реал Мадрид. Същата година отново е спечелена Латинската купа.
С общо 210 гола Нордал става най-резултатният играч в историята на Милан. И до днес петте му голмайсторски приза в Серия А са ненадминато постижение. През 2011 г. изданието „Bleacher Report“ го включва в идеалния тим на Милан за всички времена.
През 1956 г. става част от Рома. Вкарва 13 гола в 30 срещи през сезон 1956/57. В началото на следващата кампания става играещ треньор на „вълците“. Приключва кариерата си в Карлстад, където също съчетава треньорската професия с изяви на терена.

## Национален отбор
Дебютира за националния отбор през 1942 г. Първия си гол за „тре кунур“ вкарва в приятелски мач с Дания. През 1947 г. печели Скандинавския шампионат и става негов голмайстор със 7 гола. Следващата година участва на Летните олимпийски игри, като извежда Швеция до златните медали. Вкарва 2 гола при успеха над Австрия с 3:0, пет попадения при разгрома над Южна Корея с 12:0 и два гола във финалния мач срещу Югославия (3:1).
През септември 1948 г. вкарва и петте гола при победата над Норвегия с 5:3. Трансферът му в Милан обаче го принуждава да сложи край на кариерата си в националния отбор. По това време футболът в Швеция е аматьорски и професионалисти не са викани в селекцията. Тази забрана е отменена едва в навечерието на Световното първенство през 1958 г.
Изиграва общо 33 мача за националния отбор, в които вкарва 43 гола.

## Треньорска кариера
След края на кариерата си Гунар Нордал става туроператор. Освен това е играещ треньор на „Рома“, а по-късно тренира различни отбори в родината си.

## За него
„Нордал ли? Случваше ми се да видя как съперниците му се контузват, опитвайки се да му строшат краката!“. Така го описва съотборникът му в Милан и шведският национален отбор Нилс Лидхолм – човекът, който най-добре от всички познава шведския нападател.